# Murina aenea
Murina aenea är en fladdermus som beskrevs 1964 av John Edwards Hill. Arten ingår i släktet Murina och familjen läderlappar. Inga underarter finns listade i Catalogue of Life.

## Utseende
Denna fladdermus har 34 till 38 mm långa underarmar, en 35 till 45 mm lång svans och 13,5 till 15,5 mm långa öron. Vikten är 6 till 8,5 g. Pälsen på ovansidan bildas av två sorters hår. Den första varianten är kort med mörkbruna och ljusbruna avsnitt och den andra varianten är lång och mörkbrun nära roten medan spetsen är gulaktig till bronsfärgad. På undersidan är pälsen ljusbrun. Liksom hos andra släktmedlemmar finns rörformiga näsborrar.

## Utbredning
Arten förekommer med två från varandra skilda populationer i Sydostasien, en på Malackahalvön och en på norra Borneo. 

## Ekologi
Fladdermusens habitat utgörs av skogar. Individerna vilar gömda i växtligheten. De bildar där små grupper. Lätet som används för ekolokaliseringen är 2 till 3 millisekunder lång och det börjar med en frekvens av 136 till 148 kHz. Skriket slutar vid 35 till 46 kHz. Den högsta intensiteten uppnås vid 72 till 88 kHz. Andra släktmedlemmar har insekter som föda. I juni hittades en dräktig hona och en annan hona hade i mars aktiva spenar.

## Status och hot
Beståndet hotas av landskapets omvandling till odlingsmark och av bränder. Enligt uppskattningar minskade hela populationen under 15 år före 2018 med 31 till 35 procent. Samma värde befaras för de följande 15 åren. IUCN kategoriserar arten globalt som sårbar.